# Bad Weather Cape
Bad Weather Cape är en udde i Kanada.   Den ligger i territoriet Nunavut, i den norra delen av landet, 4 000 km norr om huvudstaden Ottawa.
Terrängen inåt land är huvudsakligen kuperad, men den allra närmaste omgivningen är platt. Havet är nära Bad Weather Cape åt nordväst. Trakten runt Bad Weather Cape är nära nog obefolkad, med mindre än två invånare per kvadratkilometer.. Det finns inga samhällen i närheten.
Trakten runt Bad Weather Cape är permanent täckt av is och snö.